# アオズムカデ
アオズムカデ (Scolopendra subspinipes japonica L.Koch) は、オオムカデ目オオムカデ科のムカデである。トビズムカデに似るが、全長70 - 120mmと、一回り程小さ目である。オオムカデの亜種ともされる。

## 分布
本州から琉球列島にかけての地域の、森林や草むら、田畑、家の周囲と、幅広く見られる。

## 危険性
頭部の下にある爪（顎肢）で挟むように噛む。トビズムカデ程大きくないとはいえ大型のムカデで、また、毒も強く、噛まれるとかなり痛む。

## 体の特徴・生態
頭と胴は青または青紫色。触角と脚は黄色いものと赤いものがいる。トビズムカデ同様に、肢は21対42本。メスは卵を抱えて守る。幼虫は3回脱皮すると、メスのそばを離れる。